# Stenopelmatus mescaleroensis
Stenopelmatus mescaleroensis is een rechtvleugelig insect uit de familie Stenopelmatidae. De wetenschappelijke naam van deze soort is voor het eerst geldig gepubliceerd in 1979 door Tinkham.